# Iregszemcse
Iregszemcse je vas na Madžarskem, ki upravno spada pod podregijo Tamási Županije Tolna.